# Puffreis

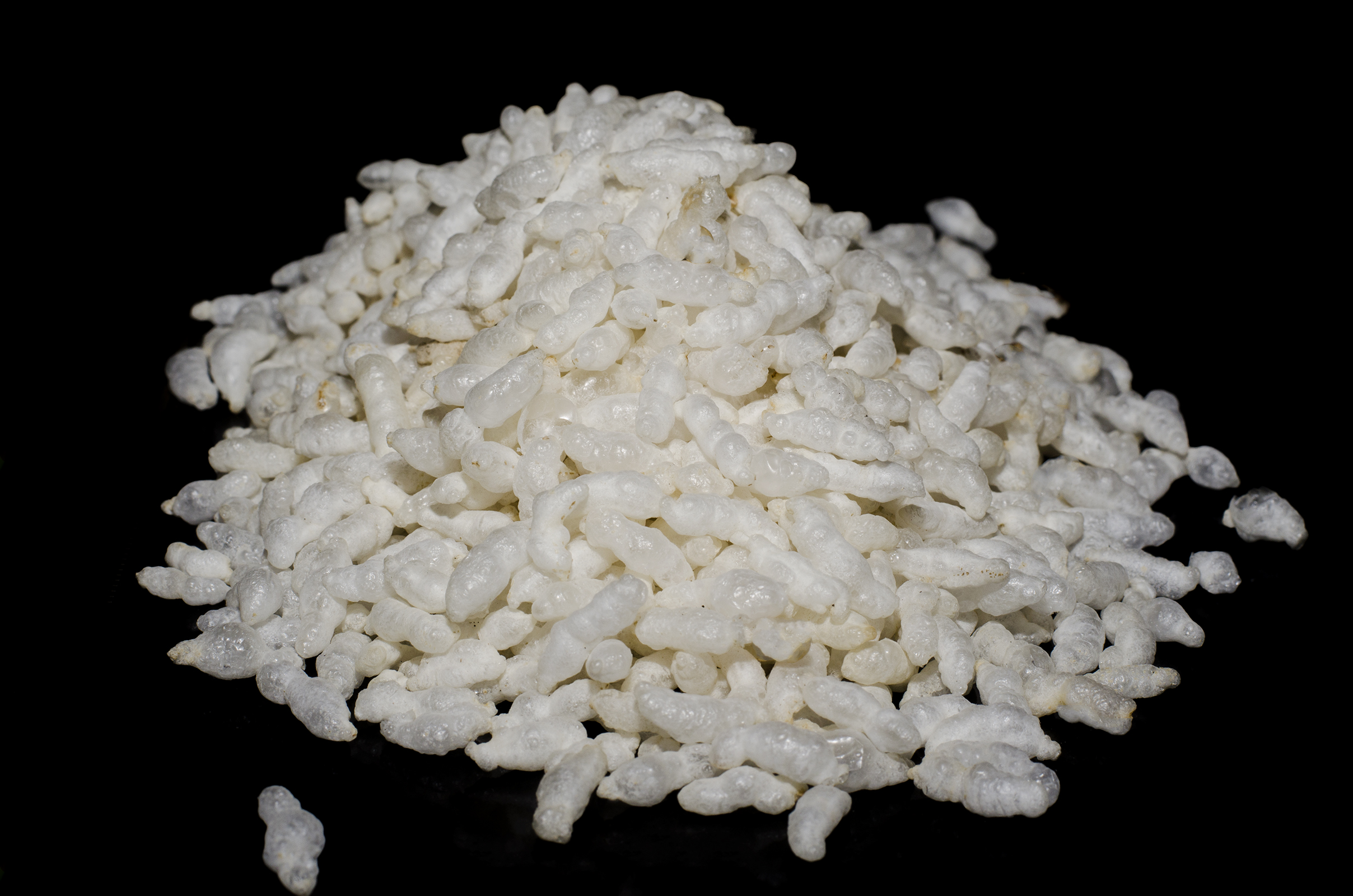
Gepuffter Reis

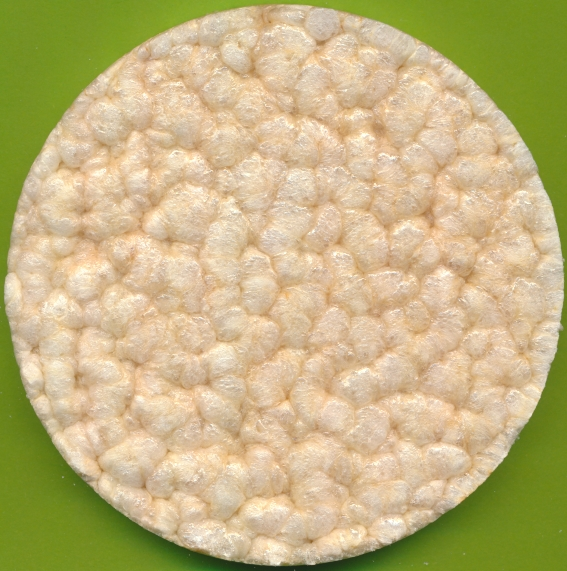
Runde Reiswaffel

Puffreis ist ein aus Reis hergestelltes gepufftes Lebensmittel. Dazu werden Reiskörner unter Druck mit Dampf erhitzt, wobei sich die traditionellen Herstellungsweisen stark unterscheiden.

## Herstellung
Puffreis entsteht durch die Reaktion von Stärke und Feuchtigkeit beim Erhitzen in der Schale des Korns. Reiskörner sind im Gegensatz zu Mais von Natur aus feuchtigkeitsarm und müssen zunächst mit Dampf behandelt werden. Puffreis kann durch Erwärmen der dampfbehandelten Kerne entweder mit Öl oder im Ofen hergestellt werden. Der so gepuffte Reis ist knackig und wird als „Knusperreis“ bezeichnet. Backofen-Knusperreis wird unter anderem für Frühstücksflocken (z. B. Rice Krispies) und Schokoladenriegel (z. B. Lion oder Nippon) verwendet.
Reis kann auch gepufft werden, indem man einen Reisteig herstellt und kleine Presslinge entnimmt, die dann schnell erhitzt werden. Die Feuchtigkeit im Teig siedet blitzartig und bläht den Reis auf.
Bei der industriellen Herstellung nach dem Kanonenverfahren wird Reis mit einem ca. 14-prozentigen Wasseranteil in einem abgeschlossenen Gefäß, der so genannten Puffreiskanone, auf etwa 220 °C erhitzt. Der dabei entstehende Druck wird bis ca. 1,2 MPa (12 bar) gehalten, um ihn dann schlagartig auf normalen Luftdruck zu reduzieren. Dadurch verdampft das im Korn enthaltene Wasser, das Korn bläht sich auf das Mehrfache seines ursprünglichen Volumens auf und die Stärke verkleistert fast vollständig. Mit demselben Verfahren wird Weizen zu Puffweizen verarbeitet.

## Lebens- und Genussmittel
Insbesondere im indischen Subkontinent ist Puffreis eine traditionelle Zutat. In westlichen Ländern wird Puffreis im Handel in meist runder Keksform pur (als sogenannte Reiswaffel), mit Sesam oder mit Schokolade überzogen angeboten. Bei Kindern ist bunter, süßer Puffreis als Nascherei beliebt; dieser wird lose in Tüten verkauft.

## Nährwert
Angaben je 100 g essbarem Anteil:
Der physiologische Brennwert beträgt 1838,4 kJ (383 kcal) je 100 g essbarem Anteil.
| Bestandteile    | Anteil |
| --------------- | ------ |
| Wasser          | 3,9 g  |
| Eiweiß          | 7,0 g  |
| Fett            | 0,9 g  |
| Kohlenhydrate 1 | 87,8 g |
| Ballaststoffe   | 1,4 g  |

| Mineralstoffe | Anteil    |
| ------------- | --------- |
| Natrium       | 5 mg 2    |
| Kalium        | 116 mg    |
| Magnesium     | 30 mg     |
| Calcium       | 9 mg      |
| Eisen         | 2,9 mg    |
| Kupfer        | 0,2 mg    |
| Zink          | 1,1 mg    |
| Phosphor      | 118 mg    |
| Selen         | 10,5 µg 3 |

| Vitamine       | Anteil  |
| -------------- | ------- |
| Vitamin A      | 0 µg    |
| Vitamin D      | 0 µg    |
| Vitamin E      | 0,1 mg  |
| Vitamin K      | 0,1 µg  |
| Vitamin B2     | 0,27 mg |
| Nicotinamid    | 3,5 mg  |
| Pantothensäure | 1600 µg |
| Vitamin B6     | 0 mg    |
| Folsäure       | 150 µg  |
| Vitamin B12    | 0 µg    |
| Vitamin C      | 0 µg    |

| Lipide                   | Anteil |
| ------------------------ | ------ |
| gesättigte Fettsäuren    | 0,33 g |
| einfach ungesättigte FS  | 0,18 g |
| mehrfach ungesättigte FS | 0,35 g |
| Cholesterin              | 0 mg   |

## Schadstoffbelastung
Wie Reis sind auch gepuffte Erzeugnisse wie Reiswaffeln und Kindernahrungen auf Reisbasis wie Reisflocken mit Arsen belastet, in der Mehrheit mit zwischen 100 und 350 Mikrogramm pro kg (zum Vergleich: der Höchstwert für Trinkwasser beträgt in der EU 10 Mikrogramm pro Liter). Bei Kleinkindern ist die Arsenaufnahme durch reishaltige Nahrung bezogen auf das Körpergewicht zwei- bis dreimal höher als bei Erwachsenen –, daher empfiehlt das bayerische LGL nicht mehr als maximal 20 Gramm Reiswaffeln pro Woche für Kinder bis zu drei Jahren.
Auch Schwermetalle wie Cadmium ließen sich in Reiswaffeln nachweisen, ebenso ein hoher Gehalt an Acrylamid.

## Ähnliche Lebensmittel
Weitere gepuffte Lebensmittel sind Puffmais (Popcorn), Puffweizen oder Puffhirse.